# Iordan Chimet
Iordan Chimet (n. 18 noiembrie 1924, Galați – d. 23 mai 2006, București) a fost un eseist, prozator, poet, scenarist și traducător român, asociat cu mișcarea artistică a suprarealismului românesc.

## Biografie
Fiul lui Aurel Chimet, grefier, și al Paraschivei (n. Țăranu). Școala primară (1932-1935) și Liceul „Vasile Alecsandri” (1936-1944) la Galați. Licențiat al Facultății de Litere și Filosofie (1944-1949) și al Facultății de Științe Juridice (1950-1954) din București. Debut în revista Vremea (1943). A mai colaborat la Veselia, Gluma, Epigrama (cu pseud. Iordan C. Galați, Giordano Rossi), Revista Fundațiilor Regale, Revista româno-americană, Caiete de poezie ale Revistei Fundațiilor Regale, Gazeta literară, Secolul 20 etc.
Colaborarea la Dreptatea (1947) îi aduce ulterior interdicția de semnătură, pâna în 1964. În Revista româno-americană, alt motiv de punere la index, îi apare ciclul de poeme dedicate exilului, inclus în volum abia în 1968. Între 1964 și 1968, redactor la Gazeta literară și, un an, la televiziune. După 1970, nu a mai fost angajat nicăieri. Debut editorial cu Western. Filmele Vestului îndepărtat (1966).
Comentator pasionat și avizat al artei cinematografice, în continuare, cu Comedia burlescă (1967) și Eroi, fantome, șoricei (1970), cinefilia lui Chimet se manifestă și prin realizarea eseurilor pentru televiziune Baladă în piatră (1966) și Baladă pentru vechiul drum (1968), difuzate prin Interviziune și achiziționate în Marea Britanie, Japonia, Polonia, Noua Zeelandă. A scris scenarii pentru filmul de animație, între care Carnavalul, după Fetița cu chibrituri a lui Andersen (1972), distins cu premii la festivalurile de la Teheran, Barcelona și Veneția. Autor al volumului pentru copii Câte-o gâză, câte-o floare, câte-un fluture mai mare (1970) și al romanului-basm Închide ochii și vei vedea Orașul (1970; Premiul Uniunii Scriitorilor), care, tradus în limba germană, îi va împrumuta subiectul lui Michael Ende pentru o piesă în versuri, cu aceeași eroină – Elli –, transpusă și în celebrul film Poveste fără sfârșit. Eseuri: Un portret al Americii (1976) și America Latină, sugestii pentru o galerie sentimentală (1984), din care capitole disparate au fost traduse în Argentina, Mexic și Venezuela. În același an, la

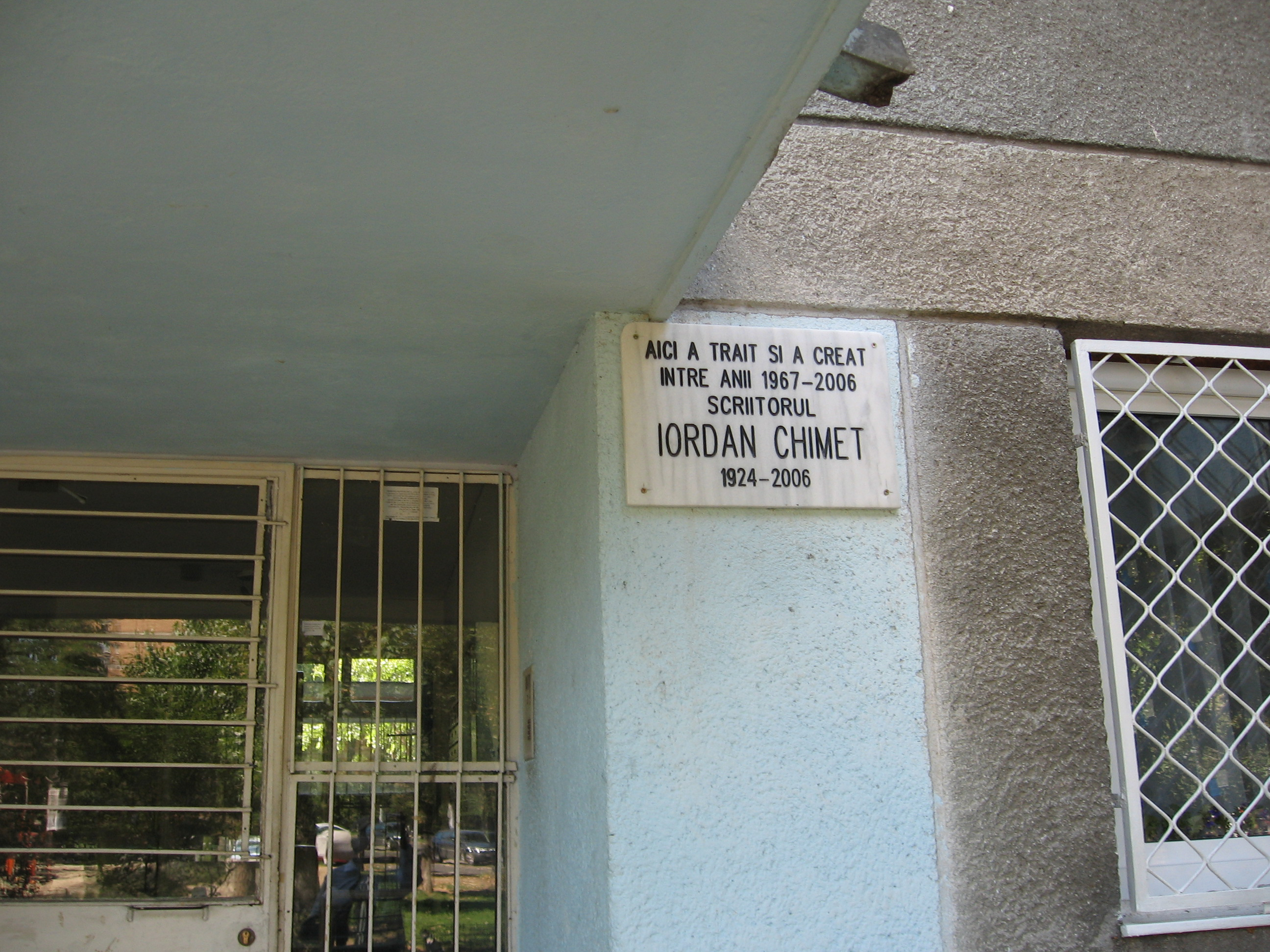
Placă memorială Iordan Chimet

Praga, Eroi, fantome, șoricei primește premiul pentru cea mai bună carte străină tradusă. A tradus (în colaborare) Poeme de O. Elitis (1980). 

## Premii
- Premiul Uniunii Scriitorilor din Cehoslovacia (1984).

## Opere
- Western. Filmele Vestului îndepărtat, București, 1966;
- Comedia burlescă, București, 1967;
- Lamento pentru peștișorul Baltazar, București, 1968;
- Câte-o gâză, câte-o floare, câte-un fluture mai mare, București, 1970 (ed. II, 1974);
- Eroi, fantome, șoricei, București, 1970;
- Închide ochii și vei vedea Orașul, București, 1970 (ed. definitivă, 1979);
- Cele 12 luni ale visului. O antologie a inocenței, București, 1972;
- Baladă pentru vechiul drum, București, 1976;
- Grafica americană. Un portret al Americii, București, 1976;
- America Latină, sugestii pentru o galerie sentimentală, București, 1984;
- Dreptul la memorie, I-IV, Cluj-Napoca, 1992-1993;
- Exil, București, 1994;
- Momentul adevărului, Cluj-Napoca, 1996;
- Împreună cu Elli în Imaginaria (cuprinde Închide ochii și vei vedea Orașul de ~ și Povestea saltimbacilor, piesă de M. Ende), pref. de M. H. Simionescu, București, 1999;
- Dosar Mihail Sebastian, antologie, București, 2001;
- Ieșirea din Labirint, București, 2002;
- Cică niște cronicari duceau lipsă de șalvari, București, 2002.

## Traduceri:
- O. Elitis, Poeme, în colab. cu T. Ziguras, Cluj-Napoca, 1980;
- M. Ende, Poveste fără sfârșit, București, 1987.